# Heteropelma fulvitarse
Heteropelma fulvitarse là một loài tò vò trong họ Ichneumonidae.